# Edwin Benne
Edwin Benne, född 21 april 1965 i Amersfoort, är en nederländsk före detta volleybollspelare och -tränare.
Benne blev olympisk silvermedaljör i volleyboll vid sommarspelen 1992 i Barcelona.